# Intelsat-18
«Intelsat-18» — спутник связи, созданный американской кампанией Orbital Sciences Corporation по заказу зарегистрированного в Люксембурге крупнейшего в мире оператора спутниковой связи Intelsat.
Запуск аппарата состоялся 06.10.2011 российско-украинской ракетой носителем Зенит-2SБ с разгоным блоком ДМ-SLБ в рамках программы Наземный старт. Аппарат отделился от разгонного блока через 7 часов 34 минуты и 29 секунд поле старта. До этого пуска ещё 4 из ныне действующих спутников компании были выведены той же ракетой носителем с платформы в Тихом океане по программе Морской старт, один ею же, по программе Наземный старт из Байконура и ещё 4 из Байконура другой тяжёлой ракетой носителем Протон по контракту с ILS. Пуски в интересах компании Intelsat составили 13 % всех пусков компании Морской старт и 40 % всех пусков компании Наземный старт по состоянию на начало 2012 года.